# Pompejus' curia
Pompejus' curia var en af flere navngivne mødesale i Rom (under den romerske republik) af historisk betydning. En curia var en udpeget struktur for møder i Senatet. Pompejus' curia var placeret ved indgangen til Pompejus' teater.
Curia var knyttet til porticus (en søjelhal/-gang) direkte bag teatersektionen og var en romersk exedra, med en buet bagvæg og flere niveauer af siddepladser. I A New Topographical Dictionary of Ancient Rome af L. Richardson, Jr., udtaler Richardson, at efter Cæsars mord fjernede Augustus Cæsar den store statue af Pompejus og fik salen muret op. Richardson citerede Svetonius, der påpegede, at det senere blev lavet til en latrin, som anført af Cassius Dio.

## Historie
I 55 f.Kr. indviede Gnæus Pompejus Magnus (også kendt som Pompejus den Store) åbningen af det største teater i den antikke verden, inden teateret var helt fuldført. Teateret var finansieret fra overskuddet fra Pompejus' krigskampagner og var en politisk erklæring beregnet til at hæve den romerske generals og konsuls status, herunder mindes hans præstationer gennem hele hans karriere. Det ville de romerske kejsere senere kopiere, da de skabte deres egne kejserlige fora.
Den fulde struktur bestod af en stor teatersektion, der inkorporerede et tempel, et prædikestol eller scene, en scaenae frons og cavea (siddepladser) i den ene ende, en stor quadriporticus, der omgav en omfattende have og husede Pompejus' samling af kunst og litteratur, og en curia i den modsatte ende af teatret. Mens teaterkomplekset samlet set ville stå i århundreder, ville selve curia kun blive stående i omkring et årti. I 44 f.Kr., 11 år efter bygningens åbning, blev Cæsar myrdet her af en sammensværgelse af senatorer. Efterfølgende blev konstruktionen lukket og muret op og den siges at være blevet sat i brand. En latrin blev sat i stedet nogle år senere.

## Arkæologi
Strukturen er placeret i et område, som i dag kaldes Largo di Torre Argentina. Stedet blev udgravet efter ordre fra diktatoren Benito Mussolini i 1930'erne. Det er for det meste kun fundamentet til den oprindelige struktur, der er blevet udgravet og et moderne vej- og jernbanesystem er nu hævet over resterne af curia. I 2012 blev det annonceret, at yderligere udgravninger havde afsløret det præcise sted for Cæsars mord – markeret af hans adoptivsøn i bygningen før dens ødelæggelse. Det blev også senere annonceret, at de underjordiske udgravninger af curia ville blive åbnet for offentligheden i 2013.